# 다수란아족
다수란아족(多穗蘭草亞族, 학명: Polystachyinae 폴리스타키이나이[*])은 풍란족의 아족이다.

## 하위 분류
- 다수란속(Polystachya Hook.)
- Hederorkis Thouars